# Chambishistadion
Chambishi Stadium is een multifunctioneel stadion, gelegen in Chambishi, Zambia. Het wordt voornamelijk gebruikt voor voetbalwedstrijden en is de thuisbasis van voetbalclub Chambishi F.C., een club uit de Zambian Premier League. Het stadion heeft een capaciteit van 5000 personen.